# Diego Uribe
Diego Ignacio Uribe Troncoso (* 11. Juli 1997) ist ein chilenischer Leichtathlet, der sich auf den Mittelstreckenlauf spezialisiert hat.

## Sportliche Laufbahn
Erste internationale Erfahrungen sammelte Diego Uribe im Jahr 2018, als sie bei den U23-Südamerikameisterschaften in Cuenca in 4:01,21 min die Bronzemedaille im 1500-Meter-Lauf hinter dem Kolumbianer Carlos Hernández und Cleber Cisneros aus Peru gewann und über 5000 Meter in 15:28,87 min den fünften Platz belegte. 2022 belegte er bei den Ibero-Amerikanischen Meisterschaften in La Nucia in 3:46,12 min den siebten Platz über 1500 Meter und gelangte anschließend bei den Juegos Bolivarianos in Valledupar mit 3:47,53 min auf Rang sechs. Im Oktober wurde er bei den Südamerikaspielen in Asunción in 3:47,30 min Fünfter. Bei den Crosslauf-Südamerikameisterschaften 2023 in Poços de Caldas gewann er in 34:05 min die Silbermedaille hinter dem Brasilianer Fábio Correia und im Juli gelangte er bei den Südamerikameisterschaften in São Paulo mit 4:20,25 min auf den zehnten Platz über 1500 Meter und kam im 5000-Meter-Lauf nicht ins Ziel. Im November erreichte er dann bei den Panamerikanischen Spielen in Santiago de Chile mit 3:45,56 min Rang elf über 1500 Meter. 2025 klassierte er sich bei den Südamerikameisterschaften in Mar del Plata mit 3:36,41 min auf dem fünften Platz.
2024 wurde Uribe chilenischer Meister im 1500-Meter-Lauf.

## Persönliche Bestleistungen
- 1500 Meter: 3:43,26 min, 12. Juli 2023 in Lüttich
- 3000 Meter: 7:53,09 min, 27. Juli 2024 in Löwen
- 5000 Meter: 13:48,47 min, 20. Juli 2024 in Ninove